# ربيع البحوري

ربيع البحوري في حصة سبور ماغ

ربيع البحوري و التعليق على مباريات كرة السلة

ربيع البحوري في نهائي كأس إفريقيا للأمم 2017

ربيع البحوري، من مواليد 12 نوفمبر 1975 بمدينة ليل الفرنسية، تونسي الجنسية، متخرج من معهد الصحافة وعلوم الإخبار بتونس، منتج برامج رياضية على القنوات الوطنية التونسية ومعلق على كامل التظاهرات المحلية والدولية في اختصاص كرة السلة في التلفزيون التونسي منذ سنة 1999

## مسيرته المهنية
-2014 مقدم ومنتج برنامج، على الأولى رياضة، وهي حصة تعنى بٱخر الأخبار الرياضية من خلال تحقيقات واستضافات.
-2013 و 2012 منتج ومقدم برنامج، سبور ماغ، والذي يتناول بالتغطية والتحليل آخر الأخبار الرياضية المحلية والعالمية في رياضات كرة السلة والكرة الطائرة وكرة اليد.
-2011 إعداد وتقديم برنامج الأحد الرياضي (وهو البرنامج الرياضي الأول في تونس من حيث شعبيّته ونسب مشاهدته ومن البرامج المعروفة عربيّا).
-2011 مراسل قناة السعودية الرياضية بتونس.
-من 2004 إلى 2007: مقدم النشرة الرياضية في أخبار الساعة الثامنة الرئيسية.
- إعداد التحقيقات والملخصات الكبرى وتقديم فقرات متنوعة في برنامج الأحد الرياضي مثل الفقرة الخاصة برياضة كرة السلة منذ سنة 1999..
في نفس هذه المدّة، قام ربيع البحوري بالتغطية التلفزية لأهم الأحداث الرياضية القارية والدولية مثل:
التغطية التلفزية للبطولات المحلية والعربية والإفريقية في اختصاص كرة السلة مثل البطولة العربية للأمم 2007 و2008 والبطولة العربية للنوادي البطلة بالإسكندرية سنة 2009 وسنة 2016 والتعليق على مباريات البطولة الإفريقية للأمم رجال (أفروباسكات) 2009 و 2015 و 2017، والبطولة العربية للسيدات بيروت 2010 والتعليق على مباريات كرة السلة في أولمبياد لندن 2012 والألعاب المتوسطية 2001 و 2013 والبطولة المغاربية للنوادي الأبطال 2012 ورابطة الأبطال الإفريقية 2013 و 2014 و 2017 إضافة إلى التعليق على لقاءات الدوري التونسي لمدة 17 سنة متتالية واربعة عشر دور نهائي لكأس تونس وكؤوس السوبر بالإضافة إلى كل لقاءات المنتخب التونسي وإعداد (إنتاج)  الحصة اليومية المباشرة "RIO 2016" والتي تقدّم ملخصات وتحاليل ونتائج كامل فعاليات الألعاب الأولمبية مع استضافات للنجوم المتوّجة بالميداليات ومحللين فنيين. وتغطية الألعاب الأولمبية الموازية 2008 (على عين المكان من بيكين) والتغطية التلفزية لكأس أمم إفريقيا لكرة القدم 2004 (إنتاج الملخص اليومي) و2008 (تقديم الملخصات اليومية وإعداد التقارير). والتغطية التلفزية لبطولتي العالم لكرة اليد 2005 (إنتاج الملخص اليومي) و2007 (على عين المكان من ألمانيا). والتغطية التلفزية لبطولة أمم إفريقيا لكرة اليد بالقاهرة 2016 (على عين المكان من مصر). والتغطية التلفزية للألعاب المتوسطية من تونس 2001 وإعداد الحوصلة اليومية لألعاب 2005 و 2009 و 2013. والتغطية التلفزية للدور النهائي لرابطة الأبطال الإفريقية لكرة القدم بنيجيريا سنة 2004 (من أبوجا بالذات). وتقديم برنامج «أجواء الملاعب» وهو إستوديو تحليلي خاص بمباريات بطولة الرابطة المحترفة الأولى التونسية لكرة القدم من 2004 إلى 2008 وإنتاج الإستوديو التحليلي اليومي لكأس العالم لكرة القدم (ألمانيا 2006) وإنتاج الملخص اليومي للألعاب الأولمبية (أثينا 2004، بيكن 2008 ولندن 2012) وكأس الأبطال الفرنسية لكرة اليد 2013.
متحصّل على جائزة أفضل تغطية إعلامية في بطولة إفريقيا للنوادي البطلة لكرة السلّة 2014